# Chabrias
Chabrias (Oudgrieks Χαβρίας Chabrías; † 357 v.Chr.) was een belangrijk Grieks veldheer. Deze leerling van Plato was enkele malen strategos van zijn vaderstad Athene, maar stond ook in dienst van de Egyptische farao's. Hij werd door Parke ooit een „professionele condottiere“ genoemd. Hij streed zowel tegen Sparta alsook tegen het Perzische Rijk en behaalde enige glorierijke zeges, waarvoor hij met een gedenkteken in Athene werd beloond.

## Leven
Over Chabrias' geboorte en jeugd is niets bekend. In de Korinthische Oorlog nam hij aan de militaire onderneming van de Atheense veldheer Thrasybulos deel. Bij het begin van 389 v.Chr. loste hij Iphikrates af als veldheer op de Peloponnesos. Ter ondersteuning van koning Euagoras I tegen het Perzische Rijk trok hij in 388 v.Chr. met een Atheens leger, bestaande uit 800 peltasten, naar Cyprus. Ondersteund door een legerafdeling hoplieten onder het commando van Demainetos landde hij op Aigina, waar hij de Spartanen een zure nederlaag kon toebrengen.
Nadat Cyprus in 387/386 v.Chr. door de Koningsvrede (opnieuw) aan het Perzische Rijk werd onderworpen, was een verblijf van de Griekse troepen onder Chabrias op het eiland onmogelijk geworden. De Atheense veldheer trad daarop in dienst van des Egyptische farao Achoris. Met een huurlingenleger verdedigde Chabrias met succes Egypte tegen de pogingen van de Perzen, om het opnieuw als satrapie in hun rijk te integreren. Onder Perzische druk werd Chabrias uiteindelijk in 380 v.Chr. naar Athene teruggeroepen.
In 378 v.Chr. vond een slag tegen de Spartaanse koning Agesilaos II bij Thebe. In deze slag zette Chabrias een door hem bedachte afweertechniek met succes in. Omdat hij zich het lot van de generaals bij Arginusai herinnerde, nam hij de tijd om de lichamen van zijn gesneuvelden mee te nemen. Later, toen de Atheners van kamp waren verwisseld en de Spartanen waren bijgetreden, verdreef Chabrias Epaminondas voor de muren van Korinthe. Onder de Tweede Delisch-Attische Zeebond bekampte de bond onder het commando van Chabrias in 376 v.Chr. bij Naxos de Spartaanse vloot. In 366 werd hij samen met Kallistratos beschuldigd van verraad omdat ze de overgave van Oropos aan de Thebanen hadden aangeraden. Hij werd vrijgesproken, en kort daarop aanvaardde hij een commando onder de farao Teos, die zijn land moest verdedigen tegen een Perzische herovering. Maar bij het uitbreken van de bondgenotenoorlog in 357 v.Chr., voerde hij samen met Chares het bevel over de Atheense vloot. Chabrias stierf in 357 bij een aanval op het eiland Chios.
Cornelius Nepos schreef een biografie van Chabrias; andere bronnen zijn Xenophon en Plutarchus. In 374 v.Chr. won Chabrias' vierspan bij de Pythische Spelen in Delphi. Het voorval met Neaira bij de overwinningsfeesten in Athene zou nog 30 jaar later onderwerp van een proces zijn.

## Voetnoot
1. ↑  H.W. Parke, Greek Mercenary Soldiers, Oxford, 1933, p. 112.
2. ↑  Cornelius Nepos, Chabrias 2.2.
3. ↑  Xen., Hellenika V 1.10-12.